# Fargo (Geòrgia)
Fargo és una població dels Estats Units a l'estat de Geòrgia. Segons el cens del 2000 tenia 380 habitants.

## Demografia
Segons el cens del 2000, Fargo tenia 380 habitants, 146 habitatges, i 105 famílies. La densitat de població era de 84,8 habitants/km².
Dels 146 habitatges en un 30,1% hi vivien nens de menys de 18 anys, en un 56,2% hi vivien parelles casades, en un 11,6% dones solteres, i en un 27,4% no eren unitats familiars. En el 26% dels habitatges hi vivien persones soles el 9,6% de les quals corresponia a persones de 65 anys o més que vivien soles. El nombre mitjà de persones vivint en cada habitatge era de 2,6 i el nombre mitjà de persones que vivien en cada família era de 3,16.
Per edats la població es repartia de la següent manera: un 26,8% tenia menys de 18 anys, un 7,6% entre 18 i 24, un 30,8% entre 25 i 44, un 23,2% de 45 a 60 i un 11,6% 65 anys o més.
L'edat mediana era de 34 anys. Per cada 100 dones de 18 o més anys hi havia 93,1 homes.
La renda mediana per habitatge era de 32.500 $ i la renda mediana per família de 34.500 $. Els homes tenien una renda mediana de 30.179 $ mentre que les dones 17.019 $. La renda per capita de la població era de 12.380 $. Entorn del 12,3% de les famílies i el 12,8% de la població estaven per davall del llindar de pobresa.

## Poblacions més properes
El següent diagrama mostra les poblacions més properes.